# NS Klmos
Der Klmos ist ein zweiachsiger Flachwagen mit abnehmbaren Endwänden und einem Stahlboden. Ursprünglich wurde er bei den Niederländischen Eisenbahnen eingesetzt.

## Verwendung
Güterwagen der Baureihe Klmos werden vor allem für den Transport von Schotter, Sand, Porphyr und verunreinigtem Ballastmaterial verwendet. Der Wagen wird derzeit verwendet bei der Nederlandse Spoorwegen, der Deutschen Bahn und der Nationalen Gesellschaft der Belgischen Eisenbahnen. Seit der Privatisierung 1998 ist er auch bei Railpro im Einsatz.

## Technisches
Es gibt zwei Klassen der Baureihe Klmos, Klasse 1 kann mit maximal 24 Tonnen beladen werden, während Klasse 2 eine maximale Lademasse von 25,4 Tonnen aufweist.